# Гезина Терборх
Гезина Терборх (на нидерландски: Gesina ter Borch), кръстена на 15 ноември 1633 г. в Зволе, починала на 16 април 1690 г. в Девентер е нидерландска художничка, сестра на Герард Терборх Млади и дъщеря на Герард Терборх Стари.
Учи се да рисува при баща си и често е модел, както негов, така и на своите братя.
Гезина рисува предимно с молив и е оставила малко живописни платна.
През 1667 г. заедно с брат си Герард тя рисува посмъртен портрет на по-малкия им брат Мозес Терборх (1667). Предимно на нея се дължи запазването на ранните творби на семейството, които днес са изложени в амстердамския Рийксмузеум.

## Избрани творби
Амстердамски Рийксмузеум
- Портрет на Мозес Терборх – 1667 г. заедно с Герард Терборх Млади

## Гезина като модел
- „Момиче чете писмо“ от Герард Терборх Млади
- „Момиче пише писмо“
- „Миене на ръцете“
- „С галантен войник“